# Martin Buss
Martin Buss (Alemania, 7 de abril de 1976) es un atleta alemán, especialista en la prueba de salto de altura, en la que ha logrado ser campeón mundial en 2001.

## Carrera deportiva
En el Mundial de Edmonton 2001 ganó la medalla de oro en salto de altura, con un salto de 2.36 metros, quedando por delante de los rusos Yaroslav Rybakov y Vyacheslav Voronin, ambos empatados en la plata con un salto de 2.33 metros.
Dos años antes, en el mundial de Sevilla 1999 había ganado la medalla de bronce en la misma prueba.